# Adamino da San Giorgio

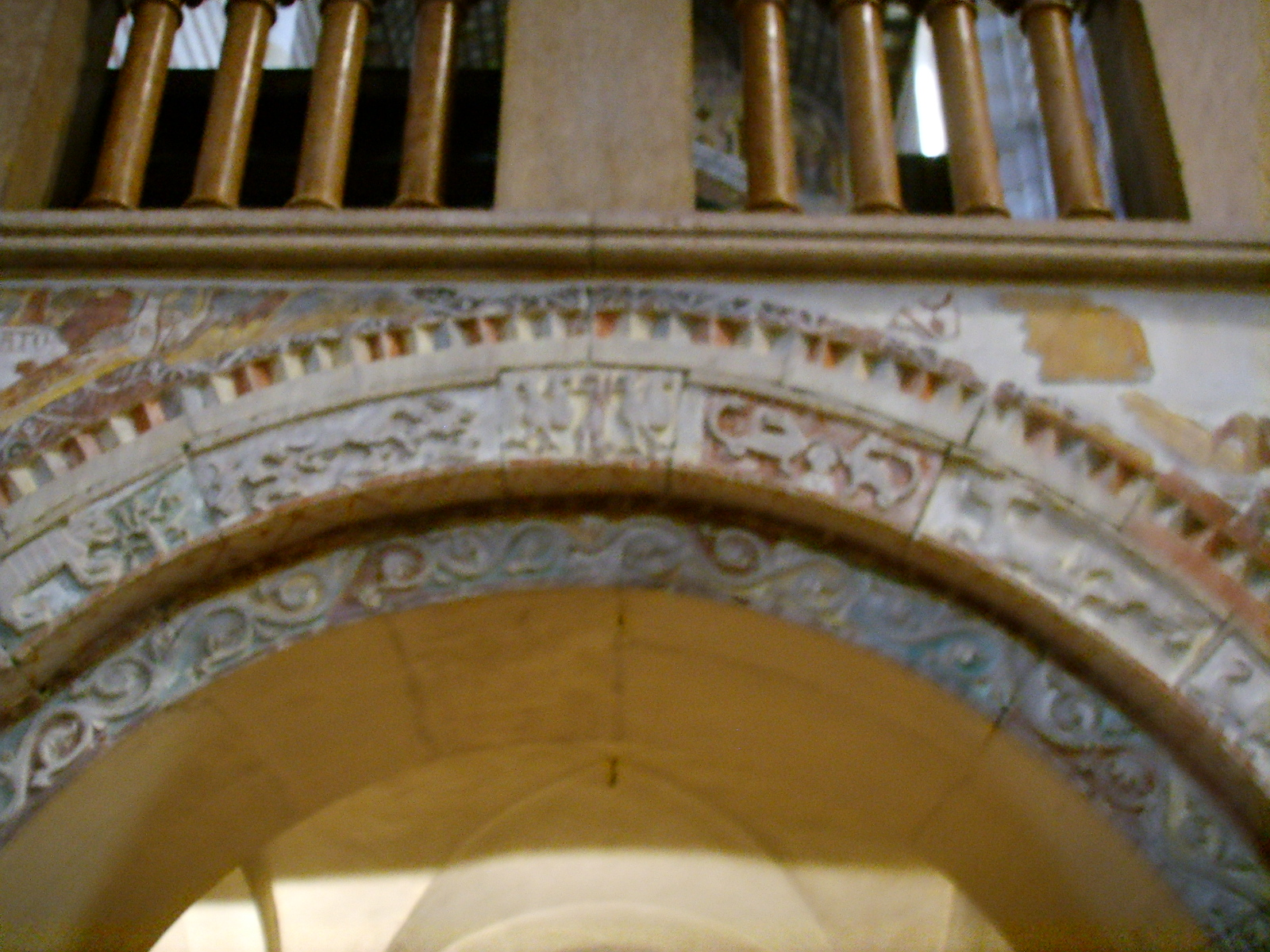
Ghiere degli archi di accesso della cripta della Basilica di San Zeno, attribuiti ad Adamino

Adamino da San Giorgio (XII secolo – XIII secolo) è stato uno scultore italiano attivo a Verona agli inizi del XIII secolo.

## Biografia
Collaborò con il lapicida Brioloto de Balneo alla decorazione della basilica di San Zeno a Verona in occasione dell'ampliamento e del rimaneggiamento dell'edificio condotto tra la fine del XII secolo e il primo quarto del XIII secolo. In particolare gli vengono attribuiti i primi due archi di accesso alla cripta e le fasce decorative delle cornici superiori della facciata. Adamino lasciò la sua firma su di un capitello all'interno della chiesa, in cui si legge «magister Adam murarius qui fuit de Sanzorzio», ed è inoltre ricordato in due documenti del 1217 e 1225. Si ritiene che potesse essere originario di San Giorgio di Valpolicella o, più probabilmente, comasco. Null'altro si sa di lui all'infuori che, come Brioloto, si stabilì a Verona acquistando casa proprio vicino alla basilica.